# Jérôme Naulais
Pour les articles homonymes, voir Naulais.
Jérôme Naulais (né en 1951) est un tromboniste et compositeur français.

## Biographie
Né en 1951 dans une famille de musiciens, il commence l'étude de la musique dès l'âge de six ans.
Il obtient ses premiers prix de violon et de contrebasse au Conservatoire National de Boulogne avant de commencer l'étude du trombone et d'obtenir au Conservatoire national supérieur de musique et de danse de Paris la première médaille de solfège (1970) et un premier prix de trombone (1971). 
D'abord soliste de l'Orchestre national d'Île-de-France (de 1974 à 1976) et de l'Orchestre des Concerts Colonne (de 1975 à 1982), il est, depuis sa création en 1976, soliste de l'Ensemble intercontemporain dirigé par Pierre Boulez.
Il consacre une part importante de son activité à l'enseignement. Après avoir été professeur de trombone aux écoles de musique d'Antony, Fresnes, Sèvres et de l'École Nationale de Musique de Ville-d'Avray ainsi que dans des académies internationales (France, Belgique, Japon), il est aujourd'hui directeur de l'École de Musique du Club Musical de la Poste de Paris, dont il assure également la direction de l'orchestre d'harmonie. Il a aussi été directeur de l'École de Musique de Bonneuil-sur-Marne de 1980 à 1998.
Il a participé à de nombreux enregistrements de studio et de concerts avec de grandes vedettes de variété internationales en tant que tromboniste et arrangeur (Charles Aznavour, Harry Belafonte, Marlène Dietrich, Gilbert Bécaud, Shirley Bassey, etc.).
Très tôt, il s'est dirigé vers la composition en écrivant des œuvres pour musique de chambre, orchestre d'harmonie et orchestre symphonique. Quelques-unes de ses œuvres ont été présentées au Japon, USA, Canada et dans divers pays d'Europe.
Les Éditions Marc Reift (EMR) ont produit en 2011, pour son soixantième anniversaire, 7 CD consacrés à l'œuvre de Jérôme Naulais (Jérôme Naulais Portrait Volume 1 à 7 avec le Philharmonic Wind Orchestra, le Marc Reift Orchestra, le Fun & Easy Band et le Prague Festival Orchestra dirigé par Marc Reift). Une Collection portant son nom a également été publiée et regroupe plus de 500 titres.

## Œuvres
Une partie des partitions des œuvres de Jérôme Naulais est éditée par les Éditions Billaudot.
- Quintettes de cuivres :
  - Esquisses, (Éditions Billaudot) ;
  - Zoom (éditions IMD) ;
  - Vertiges (Éditions Billaudot) .

- Ensembles de cuivres divers :
  - Labyrinthe, septuor, commande de l'Ensemble Intercontemporain (éditions Symphony Land) ;
  - Pulsion, treize cuivres et quatre percussions (éditions. Ambrioso) ;
  - Triangle Austral, octuor. Commande du CHR de Metz (éditions Combre) ;
  - Images, septuor et percussions .

- Solistes :
  - Miroir, cor (éd. IMD) ;
  - Appels et Mirages, trombone (éd. Leduc) ;
  - Horizons, trompette avec orchestre symphonique (éditions Billaudot - réduction avec piano) ;
  - Canicule, trompette et orchestre d'harmonie (éditions Robert martin) ;
  - Olas de Amor, trompette et orchestre d'harmonie ;
  - Obsessions, trompette, percussions et quintette de cuivres (éditions Combre) ;
  - Frissons, saxophone alto et orchestre à vent (Éditions Billaudot) ;
  - Petite Suite Latine, saxophone alto et piano ;
  - Oural, flûte et piano ;
  - Marisol, violon et piano.